# Ситрин, Уолтер
Уолтер Ситрин (англ. Walter Citrine; 22 августа 1887, Ливерпуль — 22 января 1983, Торбей, Девон) — деятель английского профсоюзного движения, политик. Реформист.

## Биография
Профсоюзную работу начал в 1914 году в тред-юнионе электриков. В 1924—1926 годах — заместитель генерального секретаря, в 1926—1946 — генеральный секретарь Британского конгресса тред-юнионов (БКТ). В 1928—1945 годах — председатель Амстердамского интернационала профсоюзов. В 1945—1946 годах — председатель Всемирной Федерации профсоюзов. Позднее — один из инициаторов выхода БКТ из ВФП.
С 1946 г. — 1-й барон Ситрин. Возглавлял органы, ведающие национализированными отраслями английской промышленности, был членом ряда правительственных комитетов и советов.
Тайный советник Великобритании.